# Élections cantonales de 2004 dans les Côtes-d'Armor
Les élections cantonales ont eu lieu les 21 et 28 mars 2004.
Lors de ces élections, 26 des 52 cantons des Côtes-d'Armor ont été renouvelés. Elles ont vu la reconduction de la majorité socialiste dirigée par Claudy Lebreton, président du conseil général depuis 1997.

## Contexte départemental

### Assemblée départementale sortante
| Parti                              | Sigle | Élus |
| ---------------------------------- | ----- | ---- |
| Majorité (37 sièges)               |       |      |
| Parti socialiste                   | PS    | 29   |
| Parti communiste français          | PCF   | 5    |
| Divers gauche                      | DVG   | 3    |
| Opposition (15 sièges)             |       |      |
| Union pour un mouvement populaire  | UMP   | 7    |
| Union pour la démocratie française | UDF   | 2    |
| Divers droite                      | DVD   | 4    |
| Sans étiquette                     | SE    | 1    |
| Mouvement démocrate                | MoDem | 1    |
| Président du conseil général       |       |      |
| Claudy Lebreton (PS)               |       |      |

## Résultats à l’échelle du département
Répartition départementale des résultats (2e tour).
- PCF (3,16 %)
- PS (48,53 %)
- DVG (9,46 %)
- UMP (5,73 %)
- UDF (5,11 %)
- DVD (28 %)

| Étiquette      | Étiquette                          | Premier tour | Premier tour | Second tour | Second tour | Sièges |
| Étiquette      | Étiquette                          | Voix         | %            | Voix        | %           | Sièges |
| -------------- | ---------------------------------- | ------------ | ------------ | ----------- | ----------- | ------ |
|                | Parti socialiste                   | 56 797       | 37,65        | 64 909      | 48,53       | 19     |
|                | Parti communiste français          | 11 611       | 7,70         | 4 232       | 3,16        | 2      |
|                | Divers gauche                      | 9 038        | 5,99         | 12 657      | 9,46        | 3      |
|                | Les Verts                          | 6 305        | 4,18         |             |             |        |
|                | Extrême gauche                     | 3 830        | 2,54         |             |             |        |
|                | Parti radical de gauche            | 906          | 0,60         |             |             |        |
| Gauche         | Gauche                             | 88 487       | 58,66        | 81 798      | 61,15       | 24     |
|                |                                    |              |              |             |             |        |
|                | Divers droite                      | 28 514       | 18,90        | 37 444      | 28,00       | 0      |
|                | Union pour la démocratie française | 10 534       | 6,98         | 6 837       | 5,11        | 2      |
|                | Union pour un mouvement populaire  | 9 973        | 6,61         | 7 669       | 5,73        | 0      |
|                | Front national                     | 9 755        | 6,47         |             |             |        |
| Droite         | Droite                             | 58 776       | 38,96        | 51 950      | 38,84       | 2      |
|                |                                    |              |              |             |             |        |
|                | Régionalistes                      | 3 491        | 2,31         |             |             |        |
|                | Écologistes divers                 | 92           | 0,06         |             |             |        |
|                |                                    |              |              |             |             |        |
| Inscrits       | Inscrits                           | 222 258      | 100,00       | 191 552     | 100,00      |        |
| Abstention     | Abstention                         | 66 018       | 29,70        | 51 818      | 27,05       |        |
| Votants        | Votants                            | 156 240      | 70,30        | 139 734     | 72,95       |        |
| Blancs et nuls | Blancs et nuls                     | 5 394        | 3,45         | 5 986       | 4,28        |        |
| Exprimés       | Exprimés                           | 150 846      | 96,55        | 133 748     | 95,72       |        |

### Résultats en nombre de sièges
| Parti | Sièges mis en jeu | Élus | Évolution |
| ----- | ----------------- | ---- | --------- |
| PS    | 17                | 19   | +2        |
| DVG   | 2                 | 3    | +1        |
| PCF   | 2                 | 2    | =         |
| DVD   | 1                 | 0    | -1        |
| UDF   | 4                 | 2    | -2        |

### Assemblée départementale à l'issue des élections
| Parti                             | Sigle | Élus |
| --------------------------------- | ----- | ---- |
| Majorité (40 sièges)              |       |      |
| Parti socialiste                  | PS    | 31   |
| Parti communiste français         | PCF   | 5    |
| Divers gauche                     | DVG   | 4    |
| Opposition (12 sièges)            |       |      |
| Union pour un mouvement populaire | UMP   | 7    |
| Divers droite                     | DVD   | 3    |
| Sans étiquette                    | SE    | 1    |
| Mouvement démocrate               | MoDem | 1    |
| Président du conseil général      |       |      |
| Claudy Lebreton (PS)              |       |      |

## Résultats par canton

### Canton de Bourbriac
| Candidats      | Candidats            | Étiquette      | Premier tour | Premier tour |
| Candidats      | Candidats            | Étiquette      | Voix         | %            |
| -------------- | -------------------- | -------------- | ------------ | ------------ |
|                | Yannick Botrel*      | PS             | 1 560        | 60,44        |
|                | Jean-François Asenjo | UMP            | 675          | 26,15        |
|                | Philippe Cadoret     | REG            | 130          | 5,04         |
|                | Marcel Guichard      | FN             | 91           | 3,53         |
|                | Paul Brulin          | PCF            | 89           | 3,45         |
|                | Pierre Lemonnier     | EXG            | 36           | 1,39         |
|                |                      |                |              |              |
| Inscrits       | Inscrits             | Inscrits       | 3 474        | 100,00       |
| Abstention     | Abstention           | Abstention     | 824          | 23,72        |
| Votants        | Votants              | Votants        | 2 650        | 76,28        |
| Blancs et nuls | Blancs et nuls       | Blancs et nuls | 69           | 2,60         |
| Exprimés       | Exprimés             | Exprimés       | 2 581        | 97,40        |

*sortant

### Canton de Châtelaudren
| Candidats      | Candidats          | Étiquette      | Premier tour | Premier tour | Second tour | Second tour |
| Candidats      | Candidats          | Étiquette      | Voix         | %            | Voix        | %           |
| -------------- | ------------------ | -------------- | ------------ | ------------ | ----------- | ----------- |
|                | Yves-Jean Le Coqû* | UDF            | 1 858        | 42,04        | 2 318       | 51,76       |
|                | Roland Briand      | DVG            | 1 067        | 24,14        | 2 160       | 48,24       |
|                | Sylvie Colobert    | PS             | 897          | 20,29        | Retrait     | Retrait     |
|                | Jean Chenu         | FN             | 228          | 5,16         |             |             |
|                | Patrice Goueffon   | REG            | 214          | 4,84         |             |             |
|                | Bernard Creuzer    | PCF            | 156          | 3,53         |             |             |
|                |                    |                |              |              |             |             |
| Inscrits       | Inscrits           | Inscrits       | 6 084        | 100,00       | 6 084       | 100,00      |
| Abstention     | Abstention         | Abstention     | 1 524        | 25,05        | 1 351       | 22,21       |
| Votants        | Votants            | Votants        | 4 560        | 74,95        | 4 733       | 77,79       |
| Blancs et nuls | Blancs et nuls     | Blancs et nuls | 140          | 3,07         | 255         | 5,39        |
| Exprimés       | Exprimés           | Exprimés       | 4 420        | 96,93        | 4 478       | 94,61       |

*sortant

### Canton de La Chèze
| Candidats      | Candidats           | Étiquette      | Premier tour | Premier tour | Second tour | Second tour |
| Candidats      | Candidats           | Étiquette      | Voix         | %            | Voix        | %           |
| -------------- | ------------------- | -------------- | ------------ | ------------ | ----------- | ----------- |
|                | Jean-Yves Botherel* | PS             | 2 234        | 45,73        | 2 961       | 59,24       |
|                | Jean-Noël Lagueux   | DVD            | 1 724        | 35,29        | 2 037       | 40,76       |
|                | Dominique Grall     | Verts          | 590          | 12,08        |             |             |
|                | Andrée Travers      | FN             | 244          | 4,99         |             |             |
|                | André Danger        | PCF            | 93           | 1,90         |             |             |
|                |                     |                |              |              |             |             |
| Inscrits       | Inscrits            | Inscrits       | 6 750        | 100,00       | 6 749       | 100,00      |
| Abstention     | Abstention          | Abstention     | 1 721        | 25,50        | 1 613       | 23,90       |
| Votants        | Votants             | Votants        | 5 029        | 74,50        | 5 136       | 76,10       |
| Blancs et nuls | Blancs et nuls      | Blancs et nuls | 144          | 2,86         | 138         | 2,69        |
| Exprimés       | Exprimés            | Exprimés       | 4 885        | 97,14        | 4 998       | 97,31       |

*sortant

### Canton de Corlay
| Candidats      | Candidats             | Étiquette      | Premier tour | Premier tour | Second tour | Second tour |
| Candidats      | Candidats             | Étiquette      | Voix         | %            | Voix        | %           |
| -------------- | --------------------- | -------------- | ------------ | ------------ | ----------- | ----------- |
|                | Guy Quéré             | PS             | 844          | 44,73        | 1 055       | 51,82       |
|                | Christian Le Riguier* | UDF            | 828          | 43,88        | 981         | 48,18       |
|                | Pierre Coupey         | PCF            | 116          | 6,15         |             |             |
|                | Charles Quemerais     | FN             | 74           | 3,92         |             |             |
|                | Hervé Denis           | EXG            | 25           | 1,32         |             |             |
|                |                       |                |              |              |             |             |
| Inscrits       | Inscrits              | Inscrits       | 2 381        | 100,00       | 2 381       | 100,00      |
| Abstention     | Abstention            | Abstention     | 445          | 18,69        | 291         | 12,22       |
| Votants        | Votants               | Votants        | 1 936        | 81,31        | 2 090       | 87,78       |
| Blancs et nuls | Blancs et nuls        | Blancs et nuls | 49           | 2,53         | 54          | 2,58        |
| Exprimés       | Exprimés              | Exprimés       | 1 887        | 97,47        | 2 036       | 97,42       |

*sortant

### Canton de Dinan-Ouest
| Candidats      | Candidats                | Étiquette      | Premier tour | Premier tour | Second tour | Second tour |
| Candidats      | Candidats                | Étiquette      | Voix         | %            | Voix        | %           |
| -------------- | ------------------------ | -------------- | ------------ | ------------ | ----------- | ----------- |
|                | Didier Morel*            | PS             | 5 233        | 45,28        | 8 011       | 67,64       |
|                | Lucien Laplanche         | UMP            | 2 864        | 24,78        | 3 833       | 32,36       |
|                | Hervé Jegou              | Verts          | 1 355        | 11,72        |             |             |
|                | Tiéphaine Marçais        | FN             | 1 013        | 8,76         |             |             |
|                | Pierre-François Rimasson | PCF            | 597          | 5,17         |             |             |
|                | Philippe Gueguen         | EXG            | 496          | 4,29         |             |             |
|                |                          |                |              |              |             |             |
| Inscrits       | Inscrits                 | Inscrits       | 17 766       | 100,00       | 17 759      | 100,00      |
| Abstention     | Abstention               | Abstention     | 5 618        | 31,62        | 5 253       | 29,58       |
| Votants        | Votants                  | Votants        | 12 148       | 68,38        | 12 506      | 70,42       |
| Blancs et nuls | Blancs et nuls           | Blancs et nuls | 590          | 4,86         | 662         | 5,29        |
| Exprimés       | Exprimés                 | Exprimés       | 11 558       | 95,14        | 11 844      | 94,71       |

*sortant

### Canton d'Étables-sur-Mer
| Candidats      | Candidats          | Étiquette      | Premier tour | Premier tour | Second tour | Second tour |
| Candidats      | Candidats          | Étiquette      | Voix         | %            | Voix        | %           |
| -------------- | ------------------ | -------------- | ------------ | ------------ | ----------- | ----------- |
|                | Loïc Raoult*       | PS             | 3 367        | 47,42        | 4 594       | 62,33       |
|                | Yvon Batard        | UMP            | 2 386        | 33,61        | 2 777       | 37,67       |
|                | Monique Ferrer     | FN             | 655          | 9,23         |             |             |
|                | Paul Meheust       | PCF            | 353          | 4,97         |             |             |
|                | François Le Pivert | EXG            | 201          | 2,83         |             |             |
|                | Yves Thoraval      | EXG            | 138          | 1,94         |             |             |
|                |                    |                |              |              |             |             |
| Inscrits       | Inscrits           | Inscrits       | 11 056       | 100,00       | 11 058      | 100,00      |
| Abstention     | Abstention         | Abstention     | 3 707        | 33,53        | 3 390       | 30,66       |
| Votants        | Votants            | Votants        | 7 349        | 66,47        | 7 668       | 69,34       |
| Blancs et nuls | Blancs et nuls     | Blancs et nuls | 249          | 3,39         | 297         | 3,87        |
| Exprimés       | Exprimés           | Exprimés       | 7 100        | 96,61        | 7 371       | 96,13       |

*sortant

### Canton d'Evran
| Candidats      | Candidats          | Étiquette      | Premier tour | Premier tour | Second tour | Second tour |
| Candidats      | Candidats          | Étiquette      | Voix         | %            | Voix        | %           |
| -------------- | ------------------ | -------------- | ------------ | ------------ | ----------- | ----------- |
|                | Robert Nogues*     | PS             | 1 571        | 47,53        | 1 956       | 56,76       |
|                | Francis Reynes     | DVD            | 1 206        | 36,49        | 1 490       | 43,24       |
|                | Martine Lucas      | Verts          | 316          | 9,56         |             |             |
|                | Cristof Trapaleski | FN             | 212          | 6,41         |             |             |
|                |                    |                |              |              |             |             |
| Inscrits       | Inscrits           | Inscrits       | 4 586        | 100,00       | 4 586       | 100,00      |
| Abstention     | Abstention         | Abstention     | 1 162        | 25,34        | 1 000       | 21,81       |
| Votants        | Votants            | Votants        | 3 424        | 74,66        | 3 586       | 78,19       |
| Blancs et nuls | Blancs et nuls     | Blancs et nuls | 119          | 3,48         | 140         | 3,90        |
| Exprimés       | Exprimés           | Exprimés       | 3 305        | 96,52        | 3 446       | 96,10       |

*sortant

### Canton de Jugon-les-Lacs
| Candidats      | Candidats          | Étiquette      | Premier tour | Premier tour |
| Candidats      | Candidats          | Étiquette      | Voix         | %            |
| -------------- | ------------------ | -------------- | ------------ | ------------ |
|                | Claudy Lebreton*   | PS             | 2 327        | 56,54        |
|                | Didier Lechien     | UDF            | 1 082        | 26,29        |
|                | Jean-Claude Roptin | PCF            | 343          | 8,33         |
|                | Nicolas Marçais    | FN             | 247          | 6,00         |
|                | Emmanuel Rouxel    | DVG            | 117          | 2,84         |
|                |                    |                |              |              |
| Inscrits       | Inscrits           | Inscrits       | 5 866        | 100,00       |
| Abstention     | Abstention         | Abstention     | 1 516        | 25,84        |
| Votants        | Votants            | Votants        | 4 350        | 74,16        |
| Blancs et nuls | Blancs et nuls     | Blancs et nuls | 234          | 5,38         |
| Exprimés       | Exprimés           | Exprimés       | 4 116        | 94,62        |

*sortant

### Canton de Langueux
| Candidats      | Candidats             | Étiquette      | Premier tour | Premier tour | Second tour | Second tour |
| Candidats      | Candidats             | Étiquette      | Voix         | %            | Voix        | %           |
| -------------- | --------------------- | -------------- | ------------ | ------------ | ----------- | ----------- |
|                | Michel Lesage*        | PS             | 5 268        | 48,49        | 7 499       | 67,01       |
|                | Serge Hamon           | DVD            | 2 574        | 23,69        | 3 692       | 32,99       |
|                | Joël Mahe             | Verts          | 1 292        | 11,89        |             |             |
|                | Fernand Vasseur       | FN             | 721          | 6,64         |             |             |
|                | Jean-Edmond Coatrieux | PCF            | 639          | 5,88         |             |             |
|                | Alain Le Fol          | EXG            | 371          | 3,41         |             |             |
|                |                       |                |              |              |             |             |
| Inscrits       | Inscrits              | Inscrits       | 16 605       | 100,00       | 16 608      | 100,00      |
| Abstention     | Abstention            | Abstention     | 5 338        | 32,15        | 4 929       | 29,68       |
| Votants        | Votants               | Votants        | 11 267       | 67,85        | 11 679      | 70,32       |
| Blancs et nuls | Blancs et nuls        | Blancs et nuls | 402          | 3,57         | 488         | 4,18        |
| Exprimés       | Exprimés              | Exprimés       | 10 865       | 96,43        | 11 191      | 95,82       |

*sortant

### Canton de Loudéac
| Candidats      | Candidats          | Étiquette      | Premier tour | Premier tour | Second tour | Second tour |
| Candidats      | Candidats          | Étiquette      | Voix         | %            | Voix        | %           |
| -------------- | ------------------ | -------------- | ------------ | ------------ | ----------- | ----------- |
|                | Gérard Huet        | DVG            | 2 874        | 37,88        | 4 570       | 57,97       |
|                | Jean Buchon*       | PS             | 2 543        | 33,52        | 3 313       | 42,03       |
|                | Marie-José Bozec   | UMP            | 1 439        | 18,97        | Retrait     | Retrait     |
|                | Paul-Marie Launay  | FN             | 320          | 4,22         |             |             |
|                | Jean-Pierre Lamour | EXG            | 253          | 3,33         |             |             |
|                | Paul Recourse      | PCF            | 158          | 2,08         |             |             |
|                |                    |                |              |              |             |             |
| Inscrits       | Inscrits           | Inscrits       | 11 405       | 100,00       | 11 405      | 100,00      |
| Abstention     | Abstention         | Abstention     | 3 538        | 31,02        | 3 146       | 27,58       |
| Votants        | Votants            | Votants        | 7 867        | 68,98        | 8 259       | 72,42       |
| Blancs et nuls | Blancs et nuls     | Blancs et nuls | 280          | 3,56         | 376         | 4,55        |
| Exprimés       | Exprimés           | Exprimés       | 7 587        | 96,44        | 7 883       | 95,45       |

*sortant

### Canton de Maël-Carhaix
| Candidats      | Candidats            | Étiquette      | Premier tour | Premier tour | Second tour | Second tour |
| Candidats      | Candidats            | Étiquette      | Voix         | %            | Voix        | %           |
| -------------- | -------------------- | -------------- | ------------ | ------------ | ----------- | ----------- |
|                | Joël Le Croisier*    | PS             | 1 389        | 43,72        | 2 069       | 65,23       |
|                | Thierry Crase        | DVD            | 814          | 25,62        | 1 103       | 34,77       |
|                | Serge Lautrou        | PCF            | 612          | 19,26        | Retrait     | Retrait     |
|                | Gérald Lambert       | DVG            | 197          | 6,20         |             |             |
|                | Jean-Jacques Marsoin | FN             | 165          | 5,19         |             |             |
|                |                      |                |              |              |             |             |
| Inscrits       | Inscrits             | Inscrits       | 4 175        | 100,00       | 4 176       | 100,00      |
| Abstention     | Abstention           | Abstention     | 903          | 21,63        | 857         | 20,52       |
| Votants        | Votants              | Votants        | 3 272        | 78,37        | 3 319       | 79,48       |
| Blancs et nuls | Blancs et nuls       | Blancs et nuls | 95           | 2,90         | 147         | 4,43        |
| Exprimés       | Exprimés             | Exprimés       | 3 177        | 97,10        | 3 172       | 95,57       |

*sortant

### Canton de Matignon
| Candidats      | Candidats           | Étiquette      | Premier tour | Premier tour | Second tour | Second tour |
| Candidats      | Candidats           | Étiquette      | Voix         | %            | Voix        | %           |
| -------------- | ------------------- | -------------- | ------------ | ------------ | ----------- | ----------- |
|                | Michèle Moisan      | DVD            | 2 307        | 31,11        | 3 605       | 46,90       |
|                | Marie-Reine Tillon* | DVG            | 2 285        | 30,81        | 4 082       | 53,10       |
|                | Hubert Meheut       | PS             | 1 309        | 17,65        | Retrait     | Retrait     |
|                | Annie Hourdin       | UDF            | 618          | 8,33         |             |             |
|                | Lucien de Bruyn     | FN             | 544          | 7,34         |             |             |
|                | Alain Guerin        | PCF            | 353          | 4,76         |             |             |
|                |                     |                |              |              |             |             |
| Inscrits       | Inscrits            | Inscrits       | 10 745       | 100,00       | 10 741      | 100,00      |
| Abstention     | Abstention          | Abstention     | 3 039        | 28,28        | 2 632       | 24,50       |
| Votants        | Votants             | Votants        | 7 706        | 71,72        | 8 109       | 75,50       |
| Blancs et nuls | Blancs et nuls      | Blancs et nuls | 290          | 3,76         | 422         | 5,20        |
| Exprimés       | Exprimés            | Exprimés       | 7 416        | 96,24        | 7 687       | 94,80       |

*sortant

### Canton de Moncontour
| Candidats      | Candidats            | Étiquette      | Premier tour | Premier tour |
| Candidats      | Candidats            | Étiquette      | Voix         | %            |
| -------------- | -------------------- | -------------- | ------------ | ------------ |
|                | Jean-Jacques Bizien* | PS             | 3 416        | 55,31        |
|                | Alexandre Lebarbier  | UDF            | 1 628        | 26,36        |
|                | Jean-Claude Caro     | PCF            | 422          | 6,83         |
|                | Charles Peron        | FN             | 421          | 6,82         |
|                | Martial Collet       | EXG            | 289          | 4,68         |
|                |                      |                |              |              |
| Inscrits       | Inscrits             | Inscrits       | 9 127        | 100,00       |
| Abstention     | Abstention           | Abstention     | 2 697        | 29,55        |
| Votants        | Votants              | Votants        | 6 430        | 70,45        |
| Blancs et nuls | Blancs et nuls       | Blancs et nuls | 254          | 3,95         |
| Exprimés       | Exprimés             | Exprimés       | 6 176        | 96,05        |

*sortant

### Canton de Paimpol
| Candidats      | Candidats           | Étiquette      | Premier tour | Premier tour | Second tour | Second tour |
| Candidats      | Candidats           | Étiquette      | Voix         | %            | Voix        | %           |
| -------------- | ------------------- | -------------- | ------------ | ------------ | ----------- | ----------- |
|                | Jean-Claude Vitel*  | DVD            | 3 588        | 38,11        | 4 762       | 47,72       |
|                | Alain Le Guyader    | PS             | 2 997        | 31,83        | 5 216       | 52,28       |
|                | Michel Raoult       | Verts          | 873          | 9,27         |             |             |
|                | Serge Gorlet        | FN             | 749          | 7,96         |             |             |
|                | Philippe Coulau     | REG            | 550          | 5,84         |             |             |
|                | Yves Ballini        | PCF            | 320          | 3,40         |             |             |
|                | Marie-Pierre Menguy | EXG            | 259          | 2,75         |             |             |
|                | Pierre Lo Monaco    | EXG            | 79           | 0,84         |             |             |
|                |                     |                |              |              |             |             |
| Inscrits       | Inscrits            | Inscrits       | 15 187       | 100,00       | 15 187      | 100,00      |
| Abstention     | Abstention          | Abstention     | 5 469        | 36,01        | 4 798       | 31,59       |
| Votants        | Votants             | Votants        | 9 718        | 63,99        | 10 389      | 68,41       |
| Blancs et nuls | Blancs et nuls      | Blancs et nuls | 303          | 3,12         | 411         | 3,96        |
| Exprimés       | Exprimés            | Exprimés       | 9 415        | 96,88        | 9 978       | 96,04       |

*sortant

### Canton de Perros-Guirec
| Candidats      | Candidats         | Étiquette      | Premier tour | Premier tour | Second tour | Second tour |
| Candidats      | Candidats         | Étiquette      | Voix         | %            | Voix        | %           |
| -------------- | ----------------- | -------------- | ------------ | ------------ | ----------- | ----------- |
|                | Michel Lissillour | DVD            | 4 674        | 33,48        | 6 155       | 42,77       |
|                | Pierrick Perrin*  | PS             | 4 198        | 30,07        | 8 237       | 57,23       |
|                | Roland Geffroy    | PCF            | 1 721        | 12,33        |             |             |
|                | Sylvain Bouder    | REG            | 1 126        | 8,07         |             |             |
|                | Pierre Genie      | FN             | 912          | 6,53         |             |             |
|                | François Bouriot  | PRG            | 906          | 6,49         |             |             |
|                | Alain Marchal     | EXG            | 424          | 3,04         |             |             |
|                |                   |                |              |              |             |             |
| Inscrits       | Inscrits          | Inscrits       | 21 760       | 100,00       | 21 753      | 100,00      |
| Abstention     | Abstention        | Abstention     | 7 409        | 34,05        | 6 741       | 30,99       |
| Votants        | Votants           | Votants        | 14 351       | 65,95        | 15 012      | 69,01       |
| Blancs et nuls | Blancs et nuls    | Blancs et nuls | 390          | 2,72         | 620         | 4,13        |
| Exprimés       | Exprimés          | Exprimés       | 13 961       | 97,28        | 14 392      | 95,87       |

*sortant

### Canton de Plélan-le-Petit
| Candidats      | Candidats        | Étiquette      | Premier tour | Premier tour | Second tour | Second tour |
| Candidats      | Candidats        | Étiquette      | Voix         | %            | Voix        | %           |
| -------------- | ---------------- | -------------- | ------------ | ------------ | ----------- | ----------- |
|                | Prosper Besnard* | DVG            | 1 331        | 46,22        | 1 845       | 63,53       |
|                | Michel Desbois   | UMP            | 939          | 32,60        | 1 059       | 36,47       |
|                | Didier Ibagne    | Verts          | 226          | 7,85         |             |             |
|                | Céline Villemain | FN             | 138          | 4,79         |             |             |
|                | Henri Faucheur   | PCF            | 106          | 3,68         |             |             |
|                | Catherine Nennot | EXG            | 83           | 2,88         |             |             |
|                | Patrick Gauthier | EXG            | 57           | 1,98         |             |             |
|                |                  |                |              |              |             |             |
| Inscrits       | Inscrits         | Inscrits       | 3 891        | 100,00       | 7 691       | 100,00      |
| Abstention     | Abstention       | Abstention     | 922          | 23,70        | 864         | 22,21       |
| Votants        | Votants          | Votants        | 2 969        | 76,30        | 3 027       | 77,79       |
| Blancs et nuls | Blancs et nuls   | Blancs et nuls | 89           | 3,00         | 123         | 4,06        |
| Exprimés       | Exprimés         | Exprimés       | 2 880        | 97,00        | 2 904       | 95,94       |

*sortant

### Canton de Plérin
| Candidats      | Candidats        | Étiquette      | Premier tour | Premier tour | Second tour | Second tour |
| Candidats      | Candidats        | Étiquette      | Voix         | %            | Voix        | %           |
| -------------- | ---------------- | -------------- | ------------ | ------------ | ----------- | ----------- |
|                | Yves Le Faucheur | DVD            | 3 667        | 36,59        | 4 436       | 42,23       |
|                | Paule Quéméré*   | PS             | 3 595        | 35,87        | 6 068       | 57,77       |
|                | Robert Pedron    | REG            | 1 092        | 10,90        |             |             |
|                | Norbert Tatjer   | FN             | 671          | 6,70         |             |             |
|                | Didier Flageul   | PCF            | 651          | 6,50         |             |             |
|                | Yannick Ben Ari  | EXG            | 346          | 3,45         |             |             |
|                |                  |                |              |              |             |             |
| Inscrits       | Inscrits         | Inscrits       | 14 689       | 100,00       | 14 686      | 100,00      |
| Abstention     | Abstention       | Abstention     | 4 264        | 29,03        | 3 711       | 25,27       |
| Votants        | Votants          | Votants        | 10 425       | 70,97        | 10 975      | 74,73       |
| Blancs et nuls | Blancs et nuls   | Blancs et nuls | 403          | 3,87         | 471         | 4,29        |
| Exprimés       | Exprimés         | Exprimés       | 10 022       | 96,13        | 10 504      | 95,71       |

*sortant

### Canton de Plestin-les-Grèves
| Candidats      | Candidats           | Étiquette      | Premier tour | Premier tour | Second tour | Second tour |
| Candidats      | Candidats           | Étiquette      | Voix         | %            | Voix        | %           |
| -------------- | ------------------- | -------------- | ------------ | ------------ | ----------- | ----------- |
|                | Hervé Guelou        | DVD            | 2 198        | 37,17        | 2 923       | 49,04       |
|                | André Lucas*        | PS             | 1 689        | 28,56        | 3 038       | 50,96       |
|                | Jean-Claude Lamande | PCF            | 947          | 16,01        |             |             |
|                | Jacques Herrou      | Verts          | 599          | 10,13        |             |             |
|                | Joëlle Bergeron     | FN             | 307          | 5,19         |             |             |
|                | Yann Gueguen        | EXG            | 174          | 2,94         |             |             |
|                |                     |                |              |              |             |             |
| Inscrits       | Inscrits            | Inscrits       | 7 924        | 100,00       | 7 921       | 100,00      |
| Abstention     | Abstention          | Abstention     | 1 856        | 23,42        | 1 624       | 20,50       |
| Votants        | Votants             | Votants        | 6 068        | 76,48        | 6 297       | 79,50       |
| Blancs et nuls | Blancs et nuls      | Blancs et nuls | 154          | 2,54         | 336         | 5,34        |
| Exprimés       | Exprimés            | Exprimés       | 5 914        | 97,46        | 5 961       | 94,66       |

*sortant

### Canton de Plouagat
| Candidats      | Candidats            | Étiquette      | Premier tour | Premier tour |
| Candidats      | Candidats            | Étiquette      | Voix         | %            |
| -------------- | -------------------- | -------------- | ------------ | ------------ |
|                | Jean-Pierre Le Goux* | UDF            | 1 680        | 51,88        |
|                | Philippe Le Vaillant | PS             | 1 056        | 32,61        |
|                | Sophie Chereil       | FN             | 205          | 6,33         |
|                | Marcelle Gautier     | PCF            | 203          | 6,27         |
|                | Gael Roblin          | REG            | 94           | 2,90         |
|                |                      |                |              |              |
| Inscrits       | Inscrits             | Inscrits       | 4 635        | 100,00       |
| Abstention     | Abstention           | Abstention     | 1 240        | 26,75        |
| Votants        | Votants              | Votants        | 3 395        | 73,25        |
| Blancs et nuls | Blancs et nuls       | Blancs et nuls | 157          | 4,62         |
| Exprimés       | Exprimés             | Exprimés       | 3 238        | 95,38        |

*sortant

### Canton de Ploubalay
| Candidats      | Candidats             | Étiquette      | Premier tour | Premier tour |
| Candidats      | Candidats             | Étiquette      | Voix         | %            |
| -------------- | --------------------- | -------------- | ------------ | ------------ |
|                | Charles Josselin*     | PS             | 2 642        | 50,46        |
|                | Marie-Annick Barada   | UMP            | 1 670        | 31,89        |
|                | Jean-Marie de Bonfils | FN             | 403          | 7,70         |
|                | Loïc Chotard          | PCF            | 336          | 6,42         |
|                | Christophe Ollivier   | EXG            | 185          | 3,53         |
|                |                       |                |              |              |
| Inscrits       | Inscrits              | Inscrits       | 7 542        | 100,00       |
| Abstention     | Abstention            | Abstention     | 2 085        | 27,65        |
| Votants        | Votants               | Votants        | 5 457        | 72,35        |
| Blancs et nuls | Blancs et nuls        | Blancs et nuls | 221          | 4,05         |
| Exprimés       | Exprimés              | Exprimés       | 5 236        | 95,95        |

*sortant

### Canton de Plouha
| Candidats      | Candidats           | Étiquette      | Premier tour | Premier tour | Second tour | Second tour |
| Candidats      | Candidats           | Étiquette      | Voix         | %            | Voix        | %           |
| -------------- | ------------------- | -------------- | ------------ | ------------ | ----------- | ----------- |
|                | Jean-Claude Le Guen | UDF            | 1 129        | 29,39        | 1 782       | 44,32       |
|                | Philippe Delsol     | PS             | 1 110        | 28,89        | 2 239       | 55,68       |
|                | Francine Guyot      | DVD            | 487          | 12,68        |             |             |
|                | Jean-Michel Morvan  | DVG            | 340          | 8,85         |             |             |
|                | François Rebours    | REG            | 285          | 7,42         |             |             |
|                | Alain de l'Isle     | FN             | 266          | 6,92         |             |             |
|                | Pierre Dufour       | PCF            | 133          | 3,46         |             |             |
|                | Gérard Boqueho      | ECO            | 92           | 2,39         |             |             |
|                |                     |                |              |              |             |             |
| Inscrits       | Inscrits            | Inscrits       | 5 603        | 100,00       | 5 604       | 100,00      |
| Abstention     | Abstention          | Abstention     | 1 663        | 29,68        | 1 410       | 25,16       |
| Votants        | Votants             | Votants        | 3 940        | 70,32        | 4 194       | 74,84       |
| Blancs et nuls | Blancs et nuls      | Blancs et nuls | 98           | 2,49         | 173         | 4,12        |
| Exprimés       | Exprimés            | Exprimés       | 3 842        | 97,51        | 4 021       | 95,88       |

### Canton de Pontrieux
| Candidats      | Candidats        | Étiquette      | Premier tour | Premier tour | Second tour | Second tour |
| Candidats      | Candidats        | Étiquette      | Voix         | %            | Voix        | %           |
| -------------- | ---------------- | -------------- | ------------ | ------------ | ----------- | ----------- |
|                | Vincent Le Meaux | PS             | 1 720        | 45,77        | 2 285       | 56,55       |
|                | Yves Le Mouer*   | UDF            | 1 711        | 45,53        | 1 756       | 43,45       |
|                | Yann Ecolan      | FN             | 172          | 4,58         |             |             |
|                | Cyril Carnec     | PCF            | 155          | 4,12         |             |             |
|                |                  |                |              |              |             |             |
| Inscrits       | Inscrits         | Inscrits       | 5 024        | 100,00       | 5 023       | 100,00      |
| Abstention     | Abstention       | Abstention     | 1 166        | 23,21        | 918         | 18,28       |
| Votants        | Votants          | Votants        | 3 858        | 76,79        | 4 105       | 81,72       |
| Blancs et nuls | Blancs et nuls   | Blancs et nuls | 100          | 2,59         | 64          | 1,56        |
| Exprimés       | Exprimés         | Exprimés       | 3 758        | 97,41        | 4 041       | 98,44       |

*sortant

### Canton de La Roche-Derrien
| Candidats      | Candidats          | Étiquette      | Premier tour | Premier tour | Second tour | Second tour |
| Candidats      | Candidats          | Étiquette      | Voix         | %            | Voix        | %           |
| -------------- | ------------------ | -------------- | ------------ | ------------ | ----------- | ----------- |
|                | Janine Le Bechec   | PS             | 1 528        | 45,15        | 2 161       | 62,40       |
|                | Jean-Yves Bourveau | DVD            | 1 113        | 32,89        | 1 302       | 37,60       |
|                | Gérald Loos        | Verts          | 375          | 11,08        |             |             |
|                | Marie-Claude Genie | FN             | 198          | 5,85         |             |             |
|                | Roger Bougier      | PCF            | 170          | 5,02         |             |             |
|                |                    |                |              |              |             |             |
| Inscrits       | Inscrits           | Inscrits       | 4 653        | 100,00       | 4 652       | 100,00      |
| Abstention     | Abstention         | Abstention     | 1 165        | 25,04        | 1 074       | 23,09       |
| Votants        | Votants            | Votants        | 3 488        | 74,96        | 3 578       | 76,91       |
| Blancs et nuls | Blancs et nuls     | Blancs et nuls | 104          | 2,98         | 115         | 3,21        |
| Exprimés       | Exprimés           | Exprimés       | 3 384        | 97,02        | 3 463       | 96,79       |

### Canton de Rostrenen
| Candidats      | Candidats       | Étiquette      | Premier tour | Premier tour | Second tour | Second tour |
| Candidats      | Candidats       | Étiquette      | Voix         | %            | Voix        | %           |
| -------------- | --------------- | -------------- | ------------ | ------------ | ----------- | ----------- |
|                | Ange Herviou*   | PCF            | 1 531        | 31,17        | 2 941       | 60,83       |
|                | Alain Gueguen   | PS             | 1 404        | 28,59        | Retrait     | Retrait     |
|                | Michel Le Clech | DVD            | 1 229        | 25,03        | 1 894       | 39,17       |
|                | Brigitte Robic  | DVG            | 555          | 11,30        |             |             |
|                | Brigitte Genie  | FN             | 192          | 3,91         |             |             |
|                |                 |                |              |              |             |             |
| Inscrits       | Inscrits        | Inscrits       | 6 603        | 100,00       | 6 600       | 100,00      |
| Abstention     | Abstention      | Abstention     | 1 527        | 23,13        | 1 479       | 22,41       |
| Votants        | Votants         | Votants        | 5 076        | 76,87        | 5 121       | 77,59       |
| Blancs et nuls | Blancs et nuls  | Blancs et nuls | 165          | 3,25         | 286         | 5,58        |
| Exprimés       | Exprimés        | Exprimés       | 4 911        | 96,75        | 4 835       | 94,42       |

*sortant

### Canton de Saint-Brieuc-Ouest
| Candidats      | Candidats             | Étiquette      | Premier tour | Premier tour | Second tour | Second tour |
| Candidats      | Candidats             | Étiquette      | Voix         | %            | Voix        | %           |
| -------------- | --------------------- | -------------- | ------------ | ------------ | ----------- | ----------- |
|                | Michel Bremont*       | PS             | 2 498        | 36,32        | 4 207       | 59,23       |
|                | Brigitte Blevin       | DVD            | 2 029        | 29,50        | 2 896       | 40,77       |
|                | Marc Boivin           | Verts          | 679          | 9,87         |             |             |
|                | Myriam de Coatparquet | FN             | 507          | 7,37         |             |             |
|                | Annie Meyer           | PCF            | 462          | 6,72         |             |             |
|                | Édouard Renard        | EXG            | 338          | 4,91         |             |             |
|                | Alain-René Pernet     | DVG            | 189          | 2,75         |             |             |
|                | Germain Vigour        | DVD            | 100          | 1,45         |             |             |
|                | Mickaël Ferdinande    | EXG            | 76           | 1,10         |             |             |
|                |                       |                |              |              |             |             |
| Inscrits       | Inscrits              | Inscrits       | 11 474       | 100,00       | 11 437      | 100,00      |
| Abstention     | Abstention            | Abstention     | 4 392        | 38,28        | 4 024       | 35,18       |
| Votants        | Votants               | Votants        | 7 082        | 61,72        | 7 413       | 64,82       |
| Blancs et nuls | Blancs et nuls        | Blancs et nuls | 204          | 2,88         | 310         | 4,18        |
| Exprimés       | Exprimés              | Exprimés       | 6 878        | 97,12        | 7 103       | 95,82       |

*sortant

### Canton de Saint-Nicolas-du-Pelem
| Candidats      | Candidats         | Étiquette      | Premier tour | Premier tour | Second tour | Second tour |
| Candidats      | Candidats         | Étiquette      | Voix         | %            | Voix        | %           |
| -------------- | ----------------- | -------------- | ------------ | ------------ | ----------- | ----------- |
|                | Michel Connan     | PCF            | 945          | 40,49        | 1 291       | 52,91       |
|                | Georges Galardon  | DVD            | 804          | 34,45        | 1 149       | 47,09       |
|                | Michel Le Bars    | PS             | 402          | 17,22        | Retrait     | Retrait     |
|                | Christiane Briand | FN             | 100          | 4,28         |             |             |
|                | Alain Le Maoût    | DVG            | 83           | 3,56         |             |             |
|                |                   |                |              |              |             |             |
| Inscrits       | Inscrits          | Inscrits       | 3 253        | 100,00       | 3 251       | 100,00      |
| Abstention     | Abstention        | Abstention     | 828          | 25,45        | 713         | 21,93       |
| Votants        | Votants           | Votants        | 2 425        | 74,55        | 2 538       | 78,07       |
| Blancs et nuls | Blancs et nuls    | Blancs et nuls | 91           | 3,75         | 98          | 3,86        |
| Exprimés       | Exprimés          | Exprimés       | 2 334        | 96,25        | 2 440       | 96,14       |